# Dyomyx egistoides
Dyomyx egistoides är en fjärilsart som beskrevs av Bar 1876. Dyomyx egistoides ingår i släktet Dyomyx och familjen nattflyn. Inga underarter finns listade i Catalogue of Life.